# Göteborgs Skidklubb
Göteborgs Skidklubb är belägen i motionsidyllen Skatås i Göteborg. 
Klubben består av fem sektioner inom skidor och orientering nämligen längdåkning, skidorientering, alpin skidsport, backhoppning och orientering.
Skidklubben bildades 1901 och firade sitt 100-årsjubileum på Börsen i Göteborg 2001.
Den nuvarande klubbstugan i Skatås invigdes 1988 efter att sedan 1905 ha haft klubbrum, klubbstugor i Hindås. I Delsjöområdet kan man även hitta klubbens slalomanläggning Brudarebacken samt Delsjöns Backhoppning.